# Discografia de Bonnie Pink
Esta é a discografia da cantora e compositora japonesa Bonnie Pink.

## Álbuns

### Álbuns de estúdio
| Ano  | Título                           | Melhor posição | Vendas |
| ---- | -------------------------------- | -------------- | ------ |
| 1995 | Blue Jam - Formatos: CD          | —              | —      |
| 1997 | Heaven's Kitchen - Formatos: CD  | 8              | —      |
| 1998 | evil and flowers - Formatos: CD  | 4              | —      |
| 2000 | Let Go - Formatos: CD            | 10             | —      |
| 2001 | Just a Girl - Formatos: CD       | 11             | —      |
| 2003 | Present - Formatos: CD           | 8              | —      |
| 2004 | Even So - Formatos: CD           | 5              | —      |
| 2005 | Golden Tears - Formatos: CD      | 12             | —      |
| 2007 | Thinking Out Loud - Formatos: CD | 5              | —      |
| 2009 | ONE - Formatos: CD               | 5              | —      |

### EPs
| Ano  | Título               | Melhor posição | Vendas |
| ---- | -------------------- | -------------- | ------ |
| 2008 | CHAIN - Formatos: CD | 41             | —      |